# Salmonsens Konversationsleksikon

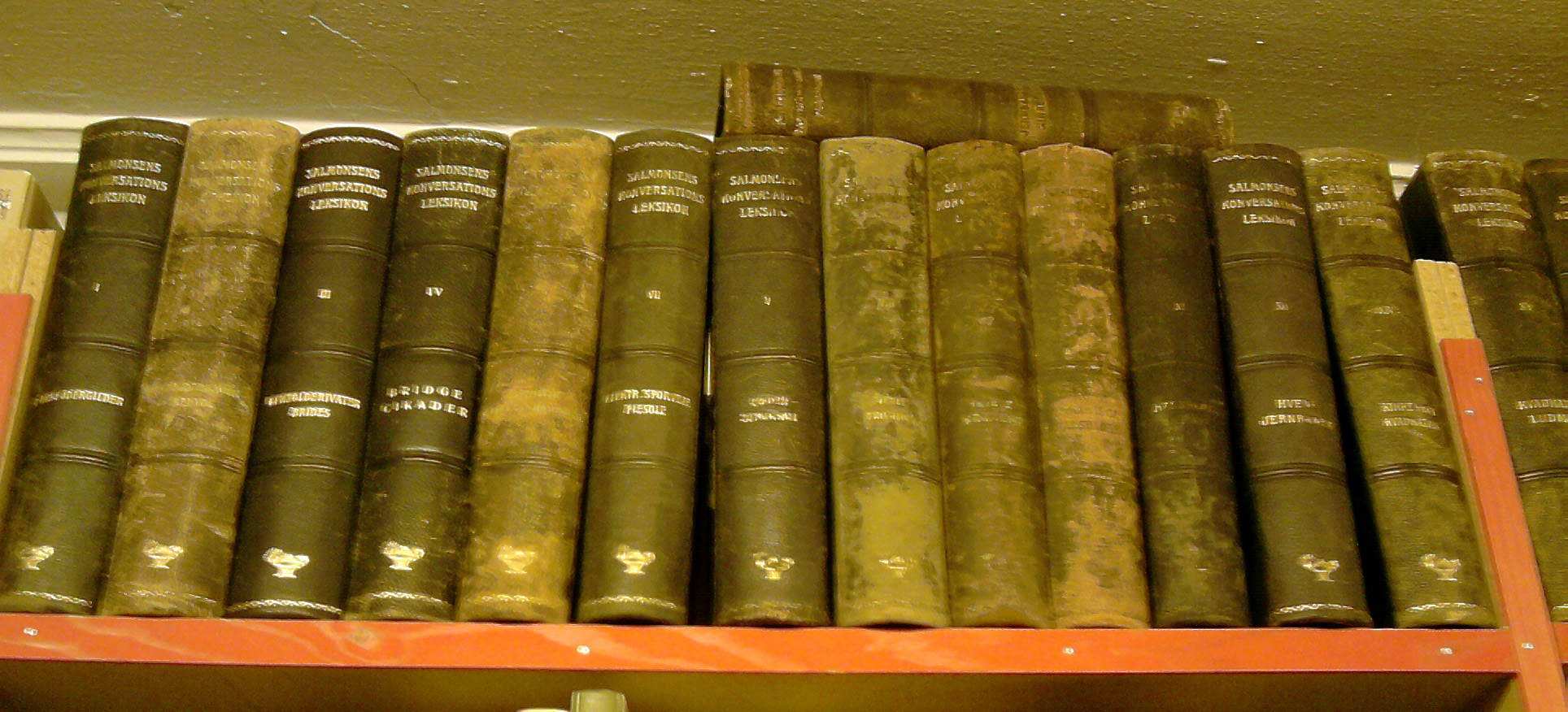
Salmonsens Konversationsleksikon, 2. Auflage

Salmonsens Konversationsleksikon ist ein Nachschlagewerk in dänischer Sprache und neben dem in Schwedisch erschienenen Nordisk familjebok die umfangreichste Enzyklopädie im skandinavischen Sprachraum. Herausgeber war der Kopenhagener Buchhändler Isaac Salmonsen (1846–1910), nach dem das Werk benannt ist.

## Geschichte
Die erste Auflage erschien von 1893 bis 1911 unter dem Titel Salmonsens Store Illustrerede Konversationsleksikon (Salmonsens großes illustriertes Konversationslexikon) und umfasste 19 Bände. Herausgegeben wurde es vom Verlag Brødrene Salmonsen, der von den beiden Brüdern Isaac und Morits (1843–1913) Salmonsen im Jahr 1871 in Kopenhagen als Sortimentsbuchhandlung gegründet worden war. Morits war bereits 1872 nach Amerika ausgewandert, der Name der Buchhandlung blieb jedoch bestehen. Isaac begann bald selbst Werke zu verlegen, so erschien die erste Auflage bis zu seinem Tod in diesem Verlag.
Von 1915 bis 1930 wurde dann mit einem Umfang von 26 Bänden die zweite Auflage veröffentlicht, die den Titel Salmonsens Konversationsleksikon trug. Herausgeber dieser Auflage war nach dem Tod von Salmonsen der J. H. Schultz Forlag. Eine dritte, mit zwölf Bänden deutlich kleinere Ausgabe folgte von 1937 bis 1940 als Den Lille Salmonsen (Der kleine Salmonsen), eine einbändige Fassung erschien 1949 unter dem Titel Den nye Salmonsen (Der neue Salmonsen).
Salmonsens Konversationsleksikon ist bis in die Gegenwart in nahezu allen dänischen Bibliotheken zu finden und in vielen ausländischen Bibliotheken das einzige dänischsprachige Lexikon. Erst von 1994 bis 2001 erschien mit der aus 20 Bänden bestehenden Den Store Danske Encyklopædi (Die große dänische Enzyklopädie) ein aktuelles Nachschlagewerk mit dem Anspruch einer dänischen Nationalenzyklopädie. Herausgeber ist Danmarks Nationalleksikon A/S, ein Tochterunternehmen des dänischen Verlagshauses Gyldendal.

## Ausgaben
- A–Øynhausen. In: Christian Blangstrup et al. (Hrsg.): Salmonsens store illustrerede Konversationsleksikon. En nordisk Encyklopædi. 1. Auflage. 19 Bände 1893–1911. Brødrene Salmonsen, Kopenhagen (dänisch, teilweise digitalisiert).
- A–Øyslebø. In: Christian Blangstrup, Johannes Brøndum-Nielsen, Palle Raunkjær (Hrsg.): Salmonsens Konversationsleksikon. 2. Auflage. 26 Bände 1915–1930. J. H. Schultz Forlag, Kopenhagen (dänisch, runeberg.org – komplett digitalisiert).
- Axel Waldbuhm Marke, Palle Peder Raunkjær (Hrsg.): Den lille Salmonsen. Band 1–12 (1937–1940). J. H. Schultz Forlag, Kopenhagen, OCLC 874413660 (dänisch).
- Paula Strelitz, Gottlieb Japser, Mikal Rode, Erik Lund: Den nye Salmonsen. Hrsg.: Erik Rosekamp. J. H. Schultz Forlag, Kopenhagen 2007, ISBN 978-87-92211-20-0 (dänisch, Rosekamp.dk [PDF] Erstausgabe:  1949, digitalisierte Ausgabe).